# Henry Bourchier (1er comte d'Essex)
Henry Bourchier, 5e baron Bourchier, 2e comte d'Eu, 1er vicomte Bourchier, 1er comte d'Essex, (c. 1404-1406 - 4 avril 1483), est le fils aîné de William Bourchier (1er comte d'Eu), et d'Anne de Gloucester. Du côté de sa mère, il est un arrière-petit-fils d'Édouard III.

## Carrière
Il hérite du titre de baron Bourchier de sa cousine Elizabeth Bourchier, 4e baronne Bourchier à sa mort en 1433. Il devient le 1er vicomte Bourchier en 1446, chevalier de l'ordre de la Jarretière en 1452, et est créé comte d'Essex en 1461 .
Il a une activité militaire considérable en France et pour ses services est créé vicomte Bourchier pendant le parlement de 1445-6 et élu chevalier de la Jarretière lors de sa troisième nomination en 1452. Il participe en 1461, en tant que partisan yorkiste, à la Seconde bataille de St Albans et de la bataille de Towton, peu de temps après quoi Édouard IV le crée comte d'Essex.
Il occupe le poste de Lord grand trésorier du 29 mai 1455 au 5 octobre 1456, du 28 juillet 1460 au 14 avril 1462 et du 22 avril 1471 au 4 avril 1483. Il devient également juge à Eyre au sud de la Trente en 1461, conservant ce titre jusqu'à sa mort. Le mandat de Bourchier en tant que Lord Trésorier s'est produit pendant la grande famine des lingots et la grande crise en Angleterre.
Il meurt le 4 avril 1483 et est enterré à l'abbaye de Beeleigh, bien que sa tombe soit par la suite déplacée dans l'église de Little Easton.

## Mariage et descendance
Avant 1426, il épouse Isabelle de Cambridge, une arrière-petite-fille d'Édouard III. Elle est la sœur aînée de Richard Plantagenêt, ce qui fait d'elle la tante des fils de Richard, les futurs rois Édouard IV et Richard III.
Henry et Isabel sont parents d'au moins onze enfants.
- William Bourchier, vicomte Bourchier (d. 1480). Marié à Anne Woodville, fille de Richard Woodville (1er comte Rivers) et Jacquette de Luxembourg. Ils sont les parents d'Henry Bourchier (2e comte d'Essex) et de Cicely Bourchier, épouse de John Devereux (9e baron Ferrers de Chartley) (en) [2]
- Henri Bourchier (d. 1462). Marié à Elizabeth de Scales, baronne Scales. Aucun enfant connu [2].
- Humphrey Bourchier, 1er et dernier Lord Bourchier de Cromwell (d. 14 avril 1471). Tué à la bataille de Barnet [2]
- Jean Bourchier (mort en 1495). Marié à Elizabeth Ferrers et ensuite à Elizabeth Chichele. Aucun enfant connu [2].
- Edouard Bourchier (d. 30 décembre 1460). Tué à la bataille de Wakefield [2].
- Thomas Bourchier (d. 1492). Marié Isabella Barre. Aucun enfant connu [2].
- Florence Bourchier (d 1525)[2].
- Foulque Bourchier. Considéré comme mort jeune[2].
- Hugues Bourchier. Considéré comme mort jeune[2].
- Isabelle Bourchier. Considéré comme mort jeune[2].
- Laura Bourchier (1440- ) épouse John Courtenay (tué à Tewkesbury, 1471)

À sa mort, elle ne s'est pas remariée et est décédée plus d'un an plus tard.